# Numerio Fabio Buteón
Numerio Fabio Buteón (en latín, Numerius Fabius M. f. M. n. Buteo) cónsul en el año 247 a. C., durante la primera guerra púnica. Estuvo en el sitio de Drépanum (actual Trápani, en Sicilia). 
En 224 a. C. fue magister equitum del dictador L. Cecilio Metelo.
«Buteón» era el cognomen de una familia patricia de la gens Fabia. Este nombre, que designaba una especie de halcón, fue dado a un miembro de la gens porque esta ave en una ocasión se posó en su barco con un augurio favorable.